# باول رايس
باول رايس (22 فبراير 1948 في المملكة المتحدة - 16 فبراير 2013 في المملكة المتحدة) (بالإنجليزية: Paul Rice)‏ هو لاعب كريكت بريطاني. لعب مع Norfolk County Cricket Club ‏ وSuffolk County Cricket Club ‏.

## وصلات خارجية
- باول رايس على موقع إي آس بي آن كريك إنفو (الإنجليزية)